# The Witcher: Blood Origin
The Witcher: Blood Origin è una miniserie televisiva statunitense del 2022, creata da Declan de Barra e Lauren Schmidt Hissrich.
Di genere fantasy, la miniserie si basa sull'universo della Saga di Geralt di Rivia di Andrzej Sapkowski e serve da prequel di The Witcher. È stata interamente pubblicata il 25 dicembre 2022 su Netflix e si compone di quattro puntate.

## Trama
Ambientata 1200 anni prima degli eventi della serie televisiva The Witcher, Blood Origin descrive la creazione del primo Witcher, così come gli eventi che portarono alla "Congiunzione delle sfere". Esplora anche l'antica civiltà elfica prima della sua fine.

## Puntate
| nº | Titolo originale                          | Titolo italiano                        | Pubblicazione    |
| -- | ----------------------------------------- | -------------------------------------- | ---------------- |
| 1  | Of Ballads, Brawlers, and Bloodied Blades | Leggende, scontri e spade insanguinate | 25 dicembre 2022 |
| 2  | Of Dreams, Defiance, and Desperate Deeds  | Sogni, sfide e azioni avventate        | 25 dicembre 2022 |
| 3  | Of Warriors, Wakes, and Wondrous Worlds   | Guerrieri, rivelazioni e sacrifici     | 25 dicembre 2022 |
| 4  | Of Mages, Malice, and Monstrous Mayhem    | Maghi, malvagità e mostri              | 25 dicembre 2022 |

### Leggende, scontri e spade insanguinate
- Titolo originale: Of Ballads, Brawlers, and Bloodied Blades
- Diretto da: Sarah O'Gorman, Vicky Jewson
- Scritto da: Declan de Barra

#### Trama
Bloccato nel bel mezzo di una battaglia, Ranuncolo viene quasi ucciso da un soldato nemico, ma viene salvato da una misteriosa elfa che ferma il tempo. Questa si presenta come Seanchaí, una collezionista di storie, e spiega di aver scelto Ranuncolo per raccontare la storia della Leggenda dei Sette e della guerra che ha portato alla Congiunzione delle Sfere e alla creazione del primo Witcher.
1200 anni prima, Éile era una guerriera del Clan dei Corvi, responsabile della protezione del re di Pryshia, un potente regno elfico. Non volendo vivere come una guerriera, Éile divenne una barda errante e si ribattezzò "l'allodola". Mentre si esibisce in una taverna, l'allodola vede un gruppo di uomini che molestano una giovane ragazza di nome Ithlinne e interviene malmenando gli uomini e salvandola. Tuttavia, per questo, viene arrestata. In prigione incontra Fjall, un ex guerriero del Clan dei Cani, responsabile della protezione del re di Xin'trea. Fjall fu esiliato da suo padre per aver avuto una relazione con la principessa Merwyn, sorella del re Alvitir. L'allodola e Fjall si affrontano e lei gli ruba la collana, poi Fjall viene liberato grazie al cugino. Questo lo informa di un trattato di pace che Xin'trea e Pryshia firmeranno e gli chiede di tornare a Xin'trea. Fjall rifiuta. Nel frattempo, anche l'allodola evade, e trova sua sorella Niamh, che le chiede di tornare al suo clan. Inizialmente l'allodola rifiuta, ma poi ci ripensa per via di Ithlinne, che le appare profetizzando che solo tornando dai Corvi otterrà la redenzione. Successivamente le due sorelle vengono attaccate da quelli che sembrano essere soldati di Xin'trea, Pryshia e Darwen. Fjall, venuto a recuperare la collana, la aiuta a respingerli, ma Niamh muore. I due scoprono che a Xin'trea ci sono state delle rivolte durante la firma del trattato di pace e i tre re sono stati uccisi. L'artefice del colpo di stato è la principessa Merwyn, la quale ha ucciso il fratello e gli altri re per evitare un matrimonio combinato, e si è poi proclamata imperatrice dei tre regni, mentre i tre clan sono stati sterminati da una misteriosa bestia oscura evocata dal mago Balor. Fjall è incredulo quando lo scopre, e giura di uccidere Merwyn. I due fanno un giuramento di sangue e cercano Scian, l'ultima superstite del Clan dei Fantasmi, che ha insegnato a Éile l'arte della spada. Scian accetta di aiutarli, ma afferma che avranno bisogno di più alleati.
Nel frattempo, Balor ha intrappolato Syndril, un elfo noto per le sue ricerche sui monoliti, e lo costringe a calcolare l'orientamento dei monoliti per qualche uso sconosciuto. Balor chiede a una misteriosa entità blu simile a un fuoco fatuo di dargli la Magia del Caos, affinché diventi "un dio tra gli elfi".

### Sogni, sfide e azioni avventate
- Titolo originale: Of Dreams, Defiance, and Desperate Deeds

#### Trama
Una nana di nome Meldof, armata di un martello da guerra chiamato Gwen, arriva in un bordello elfico, alla ricerca di un elfo di nome Talyyson che trova e uccide, per vendicare la donna che amava, di nome Gwen.
Nel frattempo, Merwyn viene attaccata da un sicario, e salvata da un giovane apprendista mago di nome Avallac'h. L'imperatrice lo nomina suo protettore e gli ordina di spiare Balor e recuperare il libro di Syndril per lei, mentre esce travestita per vedere cosa c'è fuori dalle mura del palazzo. Trova il caos, la fame e la povertà, ma vede anche Eredin, l'alto comandante di Balor, intrufolarsi in una taverna, dove scopre che ha una relazione segreta. Merwyn offre a Eredin e al suo amante Brían una sede di potere in cambio dell'alleanza con lei contro Balor, così come il loro aiuto per trovare Fjall, siccome desidera un erede da lui.
Nell'altra dimensione, Balor offre due bambini all'entità blu, proclamandoli fratelli celesti, nati sotto la luna scarlatta con rara magia. L'entità rifiuta, affermando che occorre un "vero sacrificio" per avere la magia del caos. Fjall, Éile e Scian arrivano alla periferia di Byrelle, che è caduta nelle mani dell'impero. Avendo bisogno di soldi per assoldare mercenari, si dirigono verso la città di Daédwóde, con l'intenzione di rapinare una banca, ma trovano la banca già rapinata durante il caos seguito al colpo di stato. Vengono scoperti dai soldati dell'impero e ne segue una battaglia, con i soldati che intrappolano il trio all'interno. La banca va in fiamme e il trio riesce a scappare attraverso una botola. Scian è rimasta ferita nello scontro e Fjall ed Éile cercano erbe per un impiastro. Al ritorno, Fjall ed Éile trovano Scian in fin di vita e protetta da un uomo di nome Callan, chiamato anche Fratello Morte, che decide di unirsi a loro, guidandoli da una maga guaritrice, Zacaré; scoprono che Syndril, che è il suo gemello celeste, è con lei. Dopo che Scian guarisce, Syndril racconta la sua storia, spiegando come lui e Balor trovarono la prima porta per un altro mondo. Avvertendo la presenza della bestia oscura, Syndril avvertì Balor, che poi lo tradì e lo rinchiuse. Balor ha poi raccontato a tutti che Syndril si era perso nell'altro mondo, e ha portato quella bestia oscura nel loro, usandola per annientare i clan. Syndril è però riuscito a scappare. Rivela anche che Merwyn ha ucciso la sorella di Fjall e che i monoliti stanno causando spaccature tra i mondi.
Syndril e Zacaré si uniscono alla squadra, progettando di utilizzare un monolite per introdursi nel cortile del palazzo. Lì, intendono abbattere il monolite principale, Ard Gaeth, mentre il trio originale abbatte Merwyn e la bestia oscura. Messisi d'accordo, si dirigono verso il monolite più vicino, ma quando Syndril apre il portale, si ritrovano su un altro mondo con due lune. Un mostro emerge da un lago vicino e li attacca, mentre Syndril cerca di riaprire il portale.

### Guerrieri, rivelazioni e sacrifici
- Titolo originale: Of Warriors, Wakes, and Wondrous Worlds

#### Trama
Il gruppo salta rapidamente indietro attraverso il portale, scoprendo di essere almeno più vicini a Xin'trea di quanto non fossero in precedenza. Mentre si avviano, incontrano Meldorf, che sta scappando dalla bestia di Balor. La nana li porta in una grotta nascosta e lì racconta loro delle voci che girano sul gruppo. Discutono su come sconfiggere la bestia; Syndril suggerisce di trasformare uno di loro nella loro bestia, offrendosi volontario per combattere la bestia di Balor. Zacaré è visibilmente turbata da questa idea. Éile, ricordando la profezia di Ithlinne, si offre invece di essere lei la bestia. Poiché probabilmente morirà a causa di questa trasformazione, chiede una veglia per rallegrare il gruppo. Mentre è ubriaco, Fjall ammette che il passaggio segreto nel palazzo che affermava di conoscere, in realtà non esiste. Mentre i sette bevono e si legano attraverso le storie, Scian prende il poster dei ricercati di Fjall e scompare nella foresta. Fjall ed Éile fanno l'amore e quando Éile si sveglia al mattino, scopre che Fjall ha preso la pozione per la trasformazione e ora deve essere lui la bestia. Mentre i gemelli ed Éile eseguono la procedura di trasformazione, trasformando Fjall in una bestia, Fratello Morte e Meldorf discutono dei crimini degli elfi ai nani e Meldorf decide di unirsi alla squadra. Scian arriva al palazzo reale, per fare un patto vendendo Fjall ed Éile all'Imperatrice. Ritorna alla grotta la mattina dopo, sostenendo di aver esplorato, e li conduce avanti, in una trappola. Il gruppo è scioccato dal tradimento, ma poi il tutto si scopre essere un piano di Scian, la quale ha assoldato degli arcieri per uccidere i soldati dell'impero. Ciò consente ai sette e agli arcieri di rubare le armature dei soldati, camuffandosi per entrare a palazzo. Nel frattempo, l'apprendista mago di Merwyn, Avallac'h, cerca e scopre il libro di Balor. Lo porta a Merwyn, ma vengono catturati da Balor. Scoppia una lotta magica tra Balor e Avallac'h. Balor quasi uccide l'apprendista mago, ma viene fermato quando Eredin arriva con Fenrik, l'apprendista druido di Balor, a punta di coltello. Balor si arrende e viene arrestato. Il giorno successivo, Avallac'h tenta di aprire un portale attraverso Ard Gaeth. Fallisce e così Merwyn chiede aiuto a Balor, usando lodi per manipolarlo affinché stia dalla sua parte.

### Maghi, malvagità e mostri
- Titolo originale: Of Mages, Malice, and Monstrous Mayhem

#### Trama
Balor sacrifica Fenrik e questa volta ottiene la magia del caos in modo permanente. I protagonisti entrano a Xin'trea vestiti con l'armatura dei soldati Xin'trean portando Fjall con loro apparentemente come prigioniero. Scian porta Fjall nella sala del trono chiedendo una ricompensa, ma viene tradita dall'Imperatrice che invece di dare a Scian la sua ricompensa, ordina di tagliarle la testa. Poi Merwyn cerca di convincere Fjall a unirsi a lei, ma lui rifiuta e, mentre Scian si libera e fugge, Fjall rompe le sue catene e uccide le guardie. Merwyn fugge ma viene fermata da Éile che la trafigge con la sua spada e la lascia morire. Fjall combatte la bestia e la uccide, ma non riesce a controllare la sua rabbia e acceca Callan da un occhio. Éile, rendendosi conto che non può essere salvato, lo abbraccia prima di ucciderlo. I gemelli, invece, combattono contro Balor che lancia contro di loro potenti palle di fuoco. Lo scontro magico finisce con la morte sia di Syndril che di Balor. Tuttavia, questo innesca il monolite Ard Gaeth portando alla congiunzione delle sfere. Quest'evento incredibile causa l'apparizione dei mostri sul continente. Éile brucia il corpo di Fjall su una pira funeraria e rivela di essere incinta del bambino di Fjall che avrà poteri speciali: sarà questo il primo Witcher.
L'episodio si conclude con Ranuncolo che termina di scrivere la storia su un pezzo di carta prima che i suoi amici tornino a salvarlo e con la voce dell'elfa misteriosa che lo incita a credere di essere erede di Allodola, l'ultimo che può cantare questa storia.